# Stylodactylidae
Stylodactylidae é uma família de crustáceos decápodes da infraordem Caridea (camarões) que constitui o único táxon extante da superfamília monotípica Stylodactyloidea. A família agrupa cinco géneros: Bathystylodactylus, Neostylodactylus, Parastylodactylus, Stylodactyloides e Stylodactylus.